# Чёрное озеро (парк, Казань)
Чёрное озеро (тат. Черек күл) — парк в Вахитовском районе Казани.

## Расположение
Парк «Чёрное озеро» расположен в центре Казани, в низине, вытянутой с запада на восток. В этой же низине, рядом с ним, находится парк «Ленинский сад».
В плане Чёрноозёрный парк представляет собой прямоугольник, ограниченный левой и правой сторонами улицы Дзержинского на севере и юге соответственно; на западе — улицей Чернышевского, на востоке — улицей Лобачевского.
В западной части парка расположен пруд, который в зимний сезон переоборудуется в каток с оборудованным неподалёку пунктом проката коньков. В восточной части парка находится сад, главный вход в который проходит через Арку влюблённых.
Непосредственно у парка остановок общественного транспорта нет. Однако до него не трудно дойти пешком от автобусных остановок «Университет» («Ленинский садик») на улице Пушкина, «КАИ» и «Площадь Свободы» на улице Карла Маркса. Также к парку можно спуститься с Кремлёвской улицы.

## История
Парк получил своё название по озеру, долгое время существовавшему на этом месте. Озеро отличалось чистой водой и возможностью рыбной ловли.
В 1829 году берега озера отделали уступами, обложили дёрном и аллеи обсадили растительностью. В 1847 году парк обнесли чугунной решёткой.
Первый павильон с трактирным заведением был построен здесь в 1859 году купцом Белозеровым.
Со временем мелкий водоём заболотился и загрязнился, что сопровождалось неприятными запахами. Городскими властями было принято решение засыпать озеро, что делалось постепенно. В 1889 году оно было окончательно засыпано.
В 1890 году на месте «Чёрного озера», в окрестностях бывшей Николаевской площади, состоялась Всероссийская промышленная выставка. Оставшиеся после неё зелёные насаждения стали основой парка, названного Николаевским сквером (Ленинский садик, Университетский сад).
Известно, что в конце XIX века парк служил одним из основных мест гуляний казанцев, которых привлекала играющая по вечерам музыка. В парке находился ресторан Ожегова, павильоны фотографий Вяткиной. Летом функционировал фонтан, установленный в 1894 году, зимой на месте фонтана заливался каток.
Одно время парк пользовался дурной репутацией:

Наше Чёрное озеро, помимо притона проституток, является ещё и ареной для деятельности карманщиков. Ресторан Ожегова выпускает довольно-таки порядочное количество опьяневших гостей, за которыми и охотятся воришки.
Пройдитесь часов в 11 вечера по любой из тёмных аллей Чёрного озера, и вы непременно увидите немало прилично одетых субъектов, готовых от опьянения вздремнуть где ни попало, а то и вовсе спящих на скамейках или на земле под сенью густого кустарника. Как зорко ни следит полиция за тёмными аллеями этого сада, но карманщикам всё-таки удаётся очистить карманы у подгулявших и опьяневших посетителей ресторана. Совсем недавно унтер-офицер Кузиков арестовал некоего Чашкина, который и занимался по ночам обшариванием карманов у заснувших посетителей Чёрного озера.— Притон разврата и воровства // «Казанские новости», 1885.
В 1925 году на катке парка «Чёрное озеро» начал культивироваться хоккей с мячом. Тем самым, начинается история казанского хоккейного клуба «Динамо».
В 1927 году парк «Чёрное озеро» был передан спортивному обществу «Динамо» (спортивно-массовому подразделению НКВД АТССР) на 12 лет на безвозмездной основе. По истечении этого срока все сооружения были переданы горкомхозу.
В 1930-е годы у выхода из парка к улице Лобачевского установили «Арку влюблённых» («Арку вздохов»), которая, по распространённому мнению, обладает уникальными акустическими свойствами.
В 1970-х годах в парке была построена уникальная детская игровая площадка в виде деревянной крепости. Была серьёзно повреждена пожаром и снесена в середине 1990-х годов.
Постановлением Кабинета Министров РТ № 626 от 10 ноября 2002 года городской сад «Чёрное озеро» был включён в государственный охранный реестр недвижимых памятников архитектуры и градостроительства республиканского значения.
Сильный ураган, прошедший в 2007 году, повалил несколько деревьев в парке. На их месте разбили клумбы.
В 2010 году ГУП «Татинвестгражданпроект» разработало Концепцию развития парка «Чёрное озеро» со строительством подземной автостоянки на 2000 мест.
Информация о том, что на месте парка планируется строительство автостоянки вызвала в начале 2011 года широкое общественное возмущение. В апреле-мае 2011 года горожанами были организованы пикеты против строительства паркинга на месте парка.

## Современное состояние
«Чёрное озеро» является популярным местом отдыха горожан. Близость крупных учебных заведений (Казанского федерального университета, Казанского национального исследовательского технического университета имени А. Н. Туполева) привлекает в парк молодёжь.
В парке «Чёрное озеро» регулярно проводятся различные мероприятия. Среди них — ежегодные празднования Масленицы и Сабантуя, Дня города и разнообразные детские праздники. Во время проведения мероприятий работают игровые площадки и выставки.
В парке находятся качели, горки, большое количество скамеек, и одноимённое кафе. Установленные в парке репродукторы иногда транслируют программы радио.
На пруду парка в летнее время также проводятся соревнования судомоделистов.

## Интересные факты
- После того как на улицу Черноозёрская Правая (ныне — улица Дзержинского) переехало областное управление НКВД, словосочетание «Чёрное озеро» стало ассоциироваться у горожан не только с расположенными здесь садом и парком отдыха, но и с комплексом всех управлений спецслужб и правоохранительных органов и находившемся в нём внутренней тюрьмой. Словосочетание «Чёрное озеро» для казанцев приобрело тот же смысл, что и «Лубянка» для москвичей[14]. Поскольку в советское время здесь располагалось главное здание отделения КГБ в Татарской АССР, а ныне учреждения МВД по Республике Татарстан, у казанцев существует шутка о том, что за нарушение закона можно и «на Чёрное озеро попасть».